# Haren en Macharen
Haren en Macharen est une ancienne commune des Pays-Bas dans le nord-est de la province du Brabant-Septentrional. Elle est formée en 1810 des localités Haren et Macharen, pour quelques années seulement, puisqu'avant d'être vraiment organisée, elle est annexée en 1822 à l'ancienne commune de Megen, appelée alors Megen, Haren en Macharen, qui à son tour en 1994 est annexée à la commune d'Oss.
Pour des plus amples informations, voir: Haren et Macharen; Megen et Oss.